# روابط اسرائیل و پ‌ک‌ک
روابط اسرائیل و پ‌ک‌ک به روابط بین اسرائیل و حزب کارگران کردستان (پ.ک.ک) اشاره دارد. پ.ک. ک به عنوان بخشی از آموزه‌های عبدالله اوجالان، به موضع ضد صهیونیستی پایبند بود و با اسرائیل مخالفت می‌کرد. هنگامی که پ.ک. ک در دهه ۱۹۸۰ در دره بقاع مستقر بود، بارها با ارتش اسرائیل درگیر شد.

## پیشینه
ایدئولوژی پ.ک.ک در ابتدا مارکسیسم–لنینیسم با ترکیبی از ملی‌گرایی کردی بود. مارکسیست–لنینیست‌ها سابقه طولانی در خصومت با صهیونیسم دارند. با این حال، ایدئولوژی پ.ک. ک بعداً به کنفدرالیسم دموکراتیک، یک ایدئولوژی چپ‌گرا، سوسیالیستی آزادی‌خواه، ضدسرمایه‌داری و بین‌المللی که ضد صهیونیسم نیز هست، تغییر یافت. کنفدرالیسم دموکراتیک قصد دارد دولت‌های قومی و سرمایه‌داری را با شوراهای اداری منتخب مردم محلی جایگزین کند و به مردم اجازه دهد تا بر خود کنترل مستقل داشته باشند و در عین حال خود را از طریق شبکه‌ای از شوراهای کنفدرالی به جوامع دیگر متصل کنند. کنفدرالیسم دموکراتیک همچنین امیدوار است سازمان ملل متحد را منحل کند. عبدالله اوجالان مرتباً موضع ضد صهیونیستی خود را بیان می‌کرد و همچنین اظهارات منفی نسبت به وجود اسرائیل داشت. اعضای مختلف رهبر پ ک ک، مانند مصطفی کاراسو، دوران کالکان، جمیل بایک و بسه هوزات نیز اظهارات منفی نسبت به صهیونیسم و اسرائیل داده‌اند.
مصطفی کاراسو در اظهار نظری که به کمون بین‌المللی ارسال کرد، موضع رسمی پ.ک. ک در مورد اسرائیل را تأیید کرد و اظهار داشت: «از زمان ظهور پ.ک. ک، ما مخالف صهیونیسم بوده‌ایم. ما نسل‌کشی کردها در ترکیه را با صهیونیسم اسرائیل و رژیم آپارتاید آفریقای جنوبی مقایسه کردیم. پ.ک. ک از زمان تأسیس خود، دوشادوش فلسطینی‌ها جنگیده است. در سال ۱۹۸۲، ۱۳ نفر از کادرهای ما در مبارزه علیه اشغال لبنان توسط اسرائیل جان باختند. دولت اسرائیل همچنین در توطئه بین‌المللی علیه عبدالله اوجالان شرکت کرد و چهار نفر از رفقای ما را در برلین به قتل رساند. بدون شک، ما هرگز حمایت فلسطینی‌ها از مردم کرد در دهه ۱۹۸۰ را فراموش نخواهیم کرد. نگرش ما نسبت به صهیونیسم همیشه ایدئولوژیک بوده است. تا به امروز، ما در کنار فلسطینی‌ها و همه کسانی که برای یک راه‌حل دموکراتیک در منطقه مبارزه می‌کنند، ایستاده‌ایم.»

## درگیری‌های نظامی
پس از اخراج از ترکیه، پ.ک. ک به سوریه و بعداً به دره بقاع در لبنان نقل مکان کرد. حافظ اسد از پ.ک. ک حمایت می‌کرد. اولین شبه‌نظامیان پ.ک. ک که به دره بقاع رسیدند، در سال ۱۹۸۰ در اردوگاهی از جبهه دموکراتیک خلق برای آزادی (DFLP) در نزدیکی حلوه، شهرستان راشیا، لبنان آموزش دیدند. تعداد شبه‌نظامیان پ.ک. ک در منطقه به حدی افزایش یافت که جبهه دموکراتیک خلق دیگر نمی‌توانست از پس هزینه‌های اسکان همه آموزش‌دیدگان پ.ک. ک برآید. اوجالان برنامه‌هایی را با سایر جناح‌ها، از جمله فتح، جبهه خلق برای آزادی (PFLP)، جبهه دموکراتیک خلق برای آزادی (PPSF) و حزب کمونیست لبنان، برای آموزش مازاد شبه‌نظامیان پ.ک. ک ترتیب داد. در ابتدا، جبهه دموکراتیک خلق برای آزادی قصد نداشت پ.ک. ک را در درگیری علیه اسرائیل درگیر کند، زیرا شبه‌نظامیان پ.ک. ک بسیار بی‌تجربه بودند. با این حال، پ.ک. ک به ساخت استحکامات کمک کرد و به آنها گفته شد که فقط در دفاع از خود با اسرائیل بجنگند. هنگامی که جنگ لبنان در سال ۱۹۸۲ آغاز شد، پ.ک. ک به تمام پرسنل خود دستور داد تا با اسرائیل بجنگند. پ.ک. ک در کنار سازمان آزادیبخش فلسطین و آسالا علیه اسرائیل و شبه‌نظامیان مسیحی متحد آن جنگید. در مجموع ۱۳ جنگجوی پ.ک. ک در طول جنگ کشته شدند. در طول جنگ ۱۹۸۲، اسرائیل اردوگاه‌های زیادی از جمله اردوگاه‌های آسالا را تصرف کرد و اطلاعات را به ترکیه فرستاد. در سال ۱۹۸۶، پ.ک. ک آکادمی معصوم کورکماز را در دره بقاع تأسیس کرد که به بزرگ‌ترین اردوگاه آموزشی آنها تبدیل شد. اردوگاه پ.ک. ک بسیار نزدیک به اردوگاه‌های آسالا و جبهه دموکراتیک برای آزادی فلسطین قرار داشت. آکادمی معصوم کورکماز تا زمانی که ترکیه به دولت سوریه فشار آورد تا پ.ک. ک را متقاعد کند که آن را ببندد، به عنوان یک اردوگاه آموزشی برای نیروهای پ.ک. ک باقی ماند. پ.ک. ک در سال ۱۹۹۲ به دمشق نقل مکان کرد و اردوگاه آموزشی را بازگشایی کرد. گروه‌های فلسطینی که به پ.ک. ک در دره بقاع پناه دادند، تأثیر زیادی بر نسل اول پ.ک. ک داشتند. پ.ک. ک پیش از نقل مکان به دره بقاع، متحمل خسارات زیادی در ترکیه شد و از نظر نظامی و سیاسی ناتوان بود. پ.ک. ک در دره بقاع، مهارت‌های نظامی، ایدئولوژیک و اداری بسیاری را آموخت که بعدها به‌طور قابل توجهی به نفع آن تمام شد. شبه‌نظامیان پ.ک. ک همچنین اعتقاد قوی‌تری به مفهوم مارکسیستی، دوستی خلق‌ها، داشتند. به دلیل تجربه‌شان. پ.ک. ک اغلب در مورد دره بقاع صحبت کرده و از گروه‌های فلسطینی قدردانی کرده بود. بسیاری از کهنه سربازان پ.ک. ک اظهار داشتند که گروه‌های فلسطینی تنها دلیل بقای پ.ک. ک پس از دهه ۱۹۸۰ بوده‌اند.
ارتش اسرائیل ۱۵ نفر از اعضای پ.ک. ک را دستگیر و به زندانی اسرائیلی در شهر اشغالی انصار لبنان منتقل کرد. پ.ک. ک در شماره ژوئن ۱۹۸۴ مجله رسمی خود به این بازداشت‌ها اشاره کرد و نقاشی‌ها و اشعاری از اعضای زندانی منتشر کرد که در آنها تجربیات خود از ضرب و شتم توسط بازجویان اسرائیلی که اظهارات نژادپرستانه‌ای علیه کردها داشتند را شرح می‌دادند. آنها همچنین ادعا کردند که بازجویان اسرائیلی، بازجویان ترک را به زندان‌ها دعوت کرده و زندانیان پ.ک. ک را بیشتر مورد آزار و اذیت قرار داده‌اند.
در حالی که سازمان آزادیبخش فلسطین، پ.ک. ک و آسالا علیه اسرائیل می‌جنگیدند، سازمان آزادیبخش فلسطین روابط بین پ.ک. ک و آسالا را تسهیل کرد. در ۸ آوریل ۱۹۸۰، جبهه خلق برای آزادی فلسطین یک کنفرانس مطبوعاتی در صیدا، لبنان برگزار کرد. جبهه خلق برای آزادی فلسطین ۱۴ نماینده از آسالا و پ.ک. ک را معرفی کرد که برنامه‌های خود را برای هدف قرار دادن ترکیه «تا زمان سقوط رژیم و تحقق آرمان‌های ارمنی‌ها و کردها» اعلام کردند. هم آسالا و هم پ.ک. ک این اتحاد را یک اتحاد تاکتیکی موقت می‌دانستند نه یک اتحاد بلندمدت. از آنجایی که ارمنی‌ها هیچ سرزمینی برای استفاده در ترکیه نداشتند، برای عملیات بیشتر در داخل ترکیه به کردها نیاز داشتند، در حالی که کردها اغلب به دنبال یادگیری از شبه‌نظامیان ارمنی مسن‌تر و باتجربه‌تر بودند. این اتحاد تعدادی عملیات مشترک علیه منافع ترکیه انجام داد. در اوایل ۱۰ نوامبر ۱۹۸۰، یک بمب‌گذاری در کنسولگری ترکیه در استراسبورگ فرانسه رخ داد. روز بعد، در رم، بمب‌گذاری دیگری در یک دفتر گردشگری ترکیه رخ داد. هر دو حمله توسط اتحاد پ.ک. ک-آسالا انجام شد. در ۱۴ ژانویه ۱۹۸۲، این اتحاد مسئولیت بمب‌گذاری کنسولگری ترکیه در تورنتو، کانادا را بر عهده گرفت. در شماره مارس ۱۹۸۲ مجله «های بایکار»، هاگوپ هاگوپیان، رهبر آسالا، اظهار داشت: «ما در کنار انقلابیون کرد می‌جنگیم.» این اتحاد اندکی پس از آن از هم پاشید، اگرچه این گروه‌ها همچنان متحد باقی ماندند.
اسرائیل یک توافقنامه همکاری پلیسی با ترکیه امضا کرد که پ.ک. ک را در چارچوب جنگ جهانی علیه تروریسم هدف قرار می‌داد. با این حال، برخی منابع ادعا کردند که اسرائیل نقش بزرگتری در هدف قرار دادن پ.ک. ک دارد که علنی نشد. به دلیل دخالت اسرائیل در جنگ ترکیه علیه پ.ک. ک، تنش‌ها بین ترکیه و سوریه افزایش یافت. ترکیه، اسرائیل را متقاعد کرد که از نفوذ خود بر کنگره آمریکا برای جلب حمایت آمریکا در مورد استقرار موشک‌های اس-۳۰۰ توسط یونان در قبرس و متوقف کردن انتقاد آمریکا از سرکوب کردها توسط ترکیه استفاده کند. حتی در زمان دولت اسلام‌گرا به رهبری نجم‌الدین اربکان، ترکیه و اسرائیل به همکاری علیه پ.ک. ک ادامه دادند.
ترکیه بارها از سوریه خواست تا روابط خود را با پ.ک. ک قطع کند، اگرچه سوریه همچنان به حمایت و پناه دادن به پ.ک. ک ادامه داد. در سال ۱۹۹۸، پس از آنکه سوریه چندین هشدار ترکیه را نادیده گرفت، نیروهای ترکیه در مرزها مستقر شدند. نیروهای اسرائیلی همچنین حضور سوریه در لبنان را تهدید کردند و از قبل در مرز اسرائیل با سوریه مستقر شده بودند. از آنجایی که دولت سوریه نمی‌خواست در دو جبهه علیه جبهه‌های متحد بجنگد، حافظ اسد در ۲۰ اکتبر توافق آدانا را امضا کرد که در آن روابط خود را با پ.ک. ک قطع کرد و آن را یک گروه تروریستی نامید. پ.ک. ک در سال ۱۹۹۸ به کوه‌های قندیل نقل مکان کرد.
در کوه‌های قندیل، پ.ک. ک بیشتر بر شورش خود علیه ترکیه و شورش خود علیه منطقه کردستان که تحت سلطه حزب دموکرات کردستان بود، متمرکز شد. نتانیاهو بعداً حمایت خود را از یک کشور مستقل کردی و مخالفت با پ.ک. ک تأیید کرد. با این حال، نتانیاهو بعداً اظهار داشت که او هم با استقلال کردستان و هم با پ.ک. ک مخالف است.

## روابط
پس از نقل مکان به کوه‌های قندیل در سال ۱۹۹۸، عبدالله اوجالان سفر به کشورهای مختلف را آغاز کرد. در ۱۵ فوریه ۱۹۹۹، او پس از ترک سفارت یونان، در مسیر فرودگاه بین‌المللی جومو کنیاتا در کنیا دستگیر شد. دستگیری او توسط میت، با همکاری سیا و ظاهراً با همکاری موساد نیز انجام شد. دوران کالکان، ایالات متحده، بریتانیا و اسرائیل را به دست داشتن در دستگیری اوجالان متهم کرد.
پس از دستگیری، دولت یونان وارد دوره‌ای از بحران شد که در آن تئودوروس پانگالوس، آلکوس پاپادوپولوس و فیلیپوس پتسالنیکوس از سمت‌های خود استعفا دادند. همچنین ادعا شده است که چهار روز قبل از دستگیری، مردم محلی کنیا به سفارت یونان هشدار داده بودند که اوجالان را به دلیل امنیت خود جابجا کنند، اگرچه پانگالوس به آنها اطمینان داد که نیازی به این کار نیست.
دستگیری اوجالان منجر به آشوب در سراسر جامعه و جوامع کرد شد، که در آن آنها در مقابل سفارتخانه‌های یونان و اسرائیل در سراسر جهان تظاهراتی برگزار کردند و دستگیری او را محکوم کردند. گروهی از هواداران پ.ک. ک در تلافی تلاش کردند به کنسولگری اسرائیل در برلین حمله کنند. نگهبانان اسرائیلی ۳ کرد را کشتند و ۱۶ نفر دیگر را زخمی کردند. کردهای آلمان در صورت ادامه اعتراضات توسط مقامات آلمانی تهدید به اخراج شدند. این حمله بود که اسرائیل را بر آن داشت تا امنیت سفارتخانه‌ها و کنسولگری‌های خود را در سراسر جهان افزایش دهد.
گفته می‌شود آویگدور لیبرمن، سیاستمدار اسرائیلی، توصیه کرده است که اسرائیل می‌تواند با پ.ک.ک. روابط برقرار کند و آنها را مسلح و تأمین مالی کند. پ.ک. ک این پیشنهاد را رد کرد و مخالفت خود را با اسرائیل تکرار کرد. مراد کارایلان، رهبر جدید پ.ک. ک، نیز خواستار عذرخواهی اسرائیل به خاطر ادعای دست داشتن در دستگیری عبدالله اوجالان شد.
در سال ۲۰۱۷، بنیامین نتانیاهو اظهار داشت که اسرائیل پ.ک. ک را رد می‌کند و آن را یک سازمان تروریستی می‌داند و از ترکیه خواست که با تروریستی دانستن حماس، این لطف را جبران کند. مصطفی کاراسو، یکی از رهبران پ.ک. ک، در سال ۲۰۱۸، به رسمیت شناختن اورشلیم به عنوان پایتخت اسرائیل توسط ایالات متحده را محکوم کرد و گفت که اورشلیم نمی‌تواند یک شهر یهودی باشد، بلکه باید شهری با وضعیت ویژه باشد که در آن به همه ادیان احترام گذاشته شود. در ماه مه ۲۰۱۸، پس از آنکه ایالات متحده سفارت خود را از تل آویو به اورشلیم منتقل کرد، اعتراضاتی در مرز غزه رخ داد که در آن نیروهای اسرائیلی چندین فلسطینی را کشتند. پ.ک. ک و حزب دموکراتیک خلق‌ها، که اغلب توسط ترکیه به عنوان شاخه سیاسی پ.ک. ک متهم می‌شوند، این قتل‌ها را محکوم کردند و خواستار پایان خشونت شدند. حزب دموکراتیک خلق‌ها همچنین از ائتلاف حاکم حزب عدالت و توسعه و حزب حرکت ملی به دلیل رد درخواست حزب دموکراتیک خلق‌ها برای توقف تمام تجارت ترکیه با اسرائیل انتقاد کرد.
وقتی از مراد کاراییلان در مورد مناقشه اسرائیل و فلسطین سؤال شد، او اظهار داشت که از هر چیزی که به این مناقشه پایان دهد، حتی اگر راه حل دو کشوری باشد، حمایت خواهد کرد. او همچنین ادعا کرد که کنفدرالیسم دموکراتیک تنها راه حل واقعی برای این مناقشه و تمام مناقشات خاورمیانه است . [  کالکان نیز از اجرای کنفدرالیسم دموکراتیک برای حل این مناقشه حمایت کرد، نه راه حل یک کشوری یا دو کشوری. او همچنین اظهار داشت که به اعتقاد او کنفدرالیسم دموکراتیک تنها سیستمی است که صلح بین تمام قومیت‌ها و مذاهب مختلف در خاورمیانه را تضمین می‌کند.
در اواخر سال ۲۰۲۲، شهرکی در عفرین تحت اشغال ترکیه ، که قبلاً تحت کنترل نیروهای دموکراتیک سوریه بود، ساخته شد . این شهرک محل اسکان فلسطینی‌ها بود و شامل ۷۵ مجتمع مسکونی برای اسکان ۲۲۰ خانواده بود که در منطقه جندیرس ساخته شده بود . این شهرک انتقادات زیادی را از سوی کردهای سوریه، به ویژه حامیان YPG ، گروهی که با PKK متحد است، برانگیخت.  ریاض المالکی، وزیر امور خارجه تشکیلات خودگردان فلسطین ، اظهار داشت: «ما اسکان هر فلسطینی در عفرین و سایر مناطق کردنشین را رد می‌کنیم». او همچنین گفت که دولت فلسطین هیچ دخالتی در ساخت این شهرک ندارد و آنها با هر چیزی که کردها و سرزمین آنها را مورد آزار و اذیت قرار دهد، مخالف هستند.  باسم نعیم ، عضو دفتر سیاسی حماس، همچنین نقش فلسطین در اسکان فلسطینی‌ها در عفرین را رد کرد و اظهار داشت: «ما نمی‌توانیم حقوق، خانه‌ها و آزادی خود را به قیمت جان هیچ انسان دیگری بسازیم. ما نمی‌توانیم ساخت خانه‌ها و ساکنان خود را به قیمت جان دیگران بپذیریم. فلسطینی‌ها اذعان دارند که کردها لطف بزرگی به فلسطین و مردم آن کرده‌اند. ما نقش مردم کرد را در دفاع از فلسطین، نه به عنوان یک نقش فرعی، حاشیه‌ای یا سیاسی، بلکه نقش کردها را نقشی اصیل، تاریخی و دائمی می‌دانیم. ما مدیون مردم کرد به خاطر تمام فداکاری‌هایی هستیم که در طول قرن‌ها برای فلسطین و برای آزادی و کرامت مردم فلسطین انجام داده‌اند.»  بعداً کشف شد که یک بانک اسرائیلی به تأمین مالی اسکان فلسطینی‌های قطری-ترکی در عفرین کمک می‌کرد.  یک سازمان پاکستانی نیز در تأمین مالی و اسکان آنها مشارکت داشت.
در نوامبر ۲۰۲۳، در بحبوحه جنگ غزه ، دوران کالکان، رهبر پ.ک.ک، اسرائیل را با ترکیه مقایسه کرد. او اظهار داشت که "سه سال پس از جنگ جهانی اول ، ترکیه تأسیس شد که از طریق آن سیستم امپریالیستی سرمایه‌داری تلاش کرد بر خاورمیانه تسلط یابد. سه سال پس از جنگ جهانی دوم ، اسرائیل، دوباره تحت رهبری بریتانیا، تأسیس شد و اسرائیل در جنگ هژمونی که در منطقه به راه افتاده بود، گنجانده شد." او سپس گفت که اسرائیل و ترکیه "بر اساس درک و سیاست‌های نژادپرستانه ، شوونیستی و نسل‌کشی " با هم همکاری می‌کنند . کالکان وجود تنش‌های اسرائیل و ترکیه را انکار کرد و گفت که "گاهی به نظر می‌رسد که بین کشورهای اسرائیل و ترکیه تضاد و درگیری وجود دارد، اما این بازی‌ای است که آنها برای پوشاندن واقعیت و فریب مردم انجام می‌دهند." او اظهار داشت که اسرائیل در درگیری کردها و ترکیه دخیل است "زیرا ناسیونالیسم یهودی، کردستان را قلمرو اسرائیل می‌داند." او ادعا کرد که یهودستیز نیست .
همچنین در نوامبر ۲۰۲۳، جمیل بایک اظهار داشت که «یک نسل‌کشی علیه مردم فلسطین در حال انجام است». او اظهار داشت که اسرائیل تنها زمانی می‌تواند امنیت را برقرار کند که نسل‌کشی فلسطینیان متوقف شود. او ایالات متحده را «هژمون فعلی مدرنیته سرمایه‌داری» توصیف کرد که بخش زیادی از جهان را برای دستیابی به منافع خود بی‌ثبات کرده است و همچنین اظهار داشت که ایالات متحده «نمی‌تواند بخشی از یک راه‌حل دموکراتیک باشد». او همچنین اظهار داشت که «صحبت‌هایی وجود دارد که آنها می‌خواهند اسرائیل را متوقف کنند، اما این سیاست‌های ایالات متحده، ناتو و کشورهای سرمایه‌داری است که طی سال‌های متمادی اسرائیل را به نقطه‌ای رسانده است که می‌تواند چنین سیاست جنگ‌طلبانه و نسل‌کشانه‌ای را دنبال کند. بنابراین، این نیروها نیز باید متوقف شوند. تنها زمانی که محدودیت‌هایی برای مدرنیته سرمایه‌داری، که ایالات متحده پیشگام آن است، تعیین شود و سیاست‌های مبتنی بر منافع محدود شوند، می‌توان دولت اسرائیل را محدود کرد.» او از ترکیه و ایران به دلیل «سوءاستفاده از مبارزه فلسطینیان برای منافع خود» انتقاد کرد و از ترکیه به دلیل ادعای حمایت از فلسطینیان در حالی که به‌طور فعال کردها را آزار می‌دهد، انتقاد کرد.
در واکنش به موضع سرسختانه رجب طیب اردوغان در حمایت از فلسطین در طول جنگ غزه ، در نوامبر ۲۰۲۳، مراد کاراییلان، اردوغان را «شخصیتی خودخواه» خواند و همچنین ادعا کرد که اردوغان تا زمانی که به نفعش باشد از هر کسی حمایت می‌کند. او از فلسطینی‌ها خواست که حرف اردوغان را باور نکنند و اظهار داشت که «او یک تاجر است. او هر دو طرف را بازی می‌کند. وقتی به نفعش باشد، با اسرائیل است، وقتی به نفعش باشد، با فلسطین است.» کاراییلان ادعا کرد که تغییرات سیاسی مکرر اردوغان ناشی از عدم صداقت، عدم تعهد به همان اصول اسلامی است که او موعظه می‌کرد، و در کل خودخواهی و فرصت‌طلبی است .
همچنین در نوامبر ۲۰۲۳، مظلوم عبدی اظهار داشت که «حملات انجام شده توسط حماس به غیرنظامیان اسرائیلی کاملاً غیرقابل قبول است و ما آنها را از صمیم قلب محکوم می‌کنیم. ما معتقدیم که حماس مستقل عمل نکرده و دستور کار بازیگران خارجی را اجرا کرده است، واکنش اسرائیل و تعداد سرسام‌آور مرگ غیرنظامیان در میان فلسطینیان که در پی آن رخ داده است، به همان اندازه قابل قبول است.» او اظهار داشت که «مسائل فلسطین و کردها همچنان بزرگ‌ترین منابع بی‌ثباتی و درگیری در خاورمیانه هستند» و «نه فلسطینی‌ها و نه کردها قرار نیست ناپدید شوند یا از مبارزه خود برای عدالت دست بکشند.»
در ۱۲ مه ۲۰۲۵، حزب کارگران کردستان (PKK) دوازدهمین کنگره خود را برگزار کرد و انحلال خود را اعلام کرد، در بحبوحه روند صلحی که در اکتبر ۲۰۲۴ آغاز شده بود . پس از سقوط رژیم اسد در دسامبر ۲۰۲۴، تنش‌ها بین ترکیه و اسرائیل افزایش یافت، زیرا منافع اسرائیل با منافع ترکیه در تضاد قرار گرفت. حمله اسرائیل به سوریه در حالی آغاز شد که ترکیه می‌خواست نفوذ خود را در سوریه تثبیت کند. تنش‌ها بارها تشدید شد، اگرچه مذاکراتی برای کاهش تنش‌ها انجام شد و هیچ درگیری مسلحانه‌ای رخ نداد. همچنین پس از سقوط اسد، تنش‌ها بین ترکیه و ایران افزایش یافت.